# 内希灵
内希灵是奥地利下奥地利州梅尔克县的一个市镇。总面积19.59平方公里，总人口1001人，人口密度51.1人/平方公里（2005年）。